# Anna Ammirati
Anna Ammirati (Castellammare di Stabia, 1º gennaio 1979) è un'attrice italiana.

## Biografia
Comincia la sua carriera giovanissima: esordisce a teatro all'età di 8 anni. Dopo il diploma in arte applicata e fotografia, si trasferisce a Roma per frequentare la facoltà di psicologia all'università La Sapienza. Si diploma all'Accademia di teatro dell'argentina Beatrice Bracco. Nel corso degli anni si perfeziona con maestri della Lee Strasberg Theatre and Film Institute Gerandine Baron Greta Seacat. Frequenta la Master Class alla Biennale di Venezia con Antonio Latella

Anna Ammirati nel fim Monella (1998)

Nel 1997 il regista Tinto Brass la sceglie per interpretare la protagonista nella pellicola Monella ed è anche interprete musicale della colonna sonora diretta dal maestro Pino Donaggio. Successivamente sarà protagonista di altre pellicole italiane tra cui: Quartetto e Alla fine della notte di Salvatore Piscicelli; Rose e pistole di Carla Apuzzo (Festival di Berlino) e nel film di denuncia I fetentoni, diretto da Alessandro Di Robilant. È la protagonista femminile nel film La repubblica di San Gennaro di Massimo Costa, tratto dalla commedia teatrale Casa di frontiera di Gigi Proietti; nel film L'amore buio di Antonio Capuano interpreta la psicologa Irene, insieme a Valeria Golino e Luisa Ranieri; interpreta Anna nella commedia cinematografica Ma che bella sorpresa di Alessandro Genovesi, con Claudio Bisio. È tra le protagoniste dell'opera prima di Simone Aleandri La notte più lunga dell'anno, con Massimo Popolizio.
È tra gli interpreti al fianco di Pierfrancesco Favino nel nuovo film del regista premio Oscar, Gabriele Salvatores, tratto da un soggetto inedito di Federico Fellini e Tullio Pinelli dal titolo Napoli-New York.
Nelle serie televisive è stata diretta tra gli altri da Giorgio Capitani ne Il generale Dalla Chiesa; da Cinzia TH Torrini in Donna detective; da Fabrizio Costa in Donna Detective 2; da Alfredo Peyretti in Joe Petrosino; da Luca Manfredi in Tutti i padri di Maria; da Marco Pontecorvo in L'oro di Scampia; da Giuseppe Gagliardi in Non uccidere; da Alessandro D'Alatri in Punta di Piedi e da Alexis Sweet in Squadra Mobile 2. Interpreta Agnese Borsellino nel docufilm Paolo Borsellino - Adesso tocca a me. Nella serie Mare fuori, diretta da Carmine Elia, Ivan Silvestrinie Milena Cocozza è Liz, una guardia del carcere minorile di Nisida. 
Nelle ultime stagioni ha riscosso grande successo di critica e di pubblico nel panorama teatrale italiano con: La donna seduta di Copi e Tale madre tale figlia di Laura Forti, prodotto dal Teatro Due di Parma con la regia della stessa autrice. È stata protagonista del progetto Gioventù senza Dio di Ödön von Horváth, diretto da Walter Le Moli e prodotto dal Teatro Due di Parma.
Debutta come regista all'Auditorium Parco della Musica di Roma con il suo spettacolo Napsound tratto dalle poesie di Eduardo De Filippo e Raffaele Viviani in versione elettronica. Successivamente debutta al Teatro Mercadante di Napoli con un testo di Giuseppe Patroni Griffi dal titolo Ragazzo di Trastevere, diretto da Giuseppe Sollazzo. È stata la protagonista della piece teatrale Ritorno a Pompei, tratta dal romanzo della scrittrice belga Amélie Nothomb, rappresentato al Teatro Mercadante di Napoli con la regia di Alessandro Maggi. La vediamo protagonista nella piece Autobahn di Neil LaBute, diretta da Alfonso Postiglione. Nell'originale pièce Oh scusa dormivi... di Jane Birkin è diretta dal regista Marcello Cotugno ed interpreta la famosa cantante e attrice.
Scrive e conduce il programma radiofonico C'era una volta per RaiPlay Sound.
È autrice e conduttrice del podcast FLUID, prodotto da Il Fatto Quotidiano disponibile su Spotify sul sito dello stesso quotidiano e su altre piattaforme.

## Filmografia

### Cinema
- Monella, regia di Tinto Brass (1998)
- Rose e pistole, regia di Carla Apuzzo (1998)
- I fetentoni, regia di Alessandro Di Robilant (1999)
- Quartetto, regia di Salvatore Piscicelli (2001)
- La rivincita, regia di Armenia Balducci (2002)
- La repubblica di San Gennaro, regia di Massimo Costa (2003)
- Alla fine della notte, regia di Salvatore Piscicelli (2003)
- ...e dopo cadde la neve, regia di Donatella Baglivo (2005)
- Amore e libertà - Masaniello, regia di Angelo Antonucci (2006)
- L'amore buio, regia di Antonio Capuano (2010)
- Breve storia di lunghi tradimenti, regia di Davide Marengo (2012)
- L'oro di Scampia, regia di Marco Pontecorvo (2013)
- Ma che bella sorpresa, regia di Alessandro Genovesi (2015)
- Paolo Borsellino - Adesso tocca a me, regia di Francesco Miccichè (2017)
- La mia banda suona il pop, regia di Fausto Brizzi (2020)
- La notte più lunga dell'anno, regia di Simone Aleandri (2022)
- Napoli - New York, regia di Gabriele Salvatores (2024)

### Televisione
- Non lasciamoci più – serie TV (2000)
- Marco e Giulia. Inviati speciali, regia di Francesco Laudadio – film TV (2001)
- Sospetti 2 – serie TV (2003)
- La squadra – serie TV (2004)
- Joe Petrosino, regia di Alfredo Peyretti – miniserie TV (2006)
- Donna detective – serie TV (2007-2010)
- Il generale Dalla Chiesa, regia di Giorgio Capitani – miniserie TV (2007)
- Scusate il disturbo, regia di Luca Manfredi – miniserie TV (2009)
- Io e mio figlio - Nuove storie per il commissario Vivaldi – serie TV (2010)
- All Stars, regia di Massimo Martelli – sitcom (2010)
- Tutti i padri di Maria, regia di Luca Manfredi – miniserie TV (2010)
- Una pallottola nel cuore – serie TV (2014)
- Non uccidere – serie TV (2015)
- L'allieva – serie TV (2016)
- Paolo Borsellino. Adesso tocca a me, regia di Francesco Micciché – docufilm (2017)
- Squadra mobile – serie TV, 14 episodi (2017)
- In punta di piedi, regia di Alessandro D'Alatri – film TV (2018)
- Mare fuori – serie TV (2020-2023)
- Vincenzo Malinconico, avvocato d'insuccesso – serie TV, episodio 2x02 (2024)

## Teatro
- Un amore di Dino Buzzati, regia di Giulio Bosetti (1998)
- Bondage di David Hines, regia di Carlo Emilio Lerici, Todi Festival (1998)
- Ubu re di Alfred Jarry, regia di Caty Marchand (2000)
- Dove hai perso la lingua, Maria? di Christine Bruckner, regia di Michela Andreozzi (2004)
- I veri fantasmi di Massimo Vincenzi e Mauro Neri, regia di Carlo Emilio Lerici (2005)
- Nanà di Roberto Lerici, regia di Antonio Salines (2007)
- Favola d’amore di Hermann Hesse, regia di Connor Sconfield (2009)
- La donna seduta di Copi, regia di Graziano Piazza (2011)
- Tale madre tale figlia, testo e regia di Laura Forti, Teatro Stabile di Parma (2012)
- Napsound - Recital avanguardistico partenopeo di e con Anna Ammirati (2012, 2017)
- Gioventù senza Dio di Ödön von Horváth, regia di Walter Le Moli, Teatro Stabile di Parma (2014)
- Ragazzo di Trastevere di Giuseppe Patroni Griffi, regia di Giuseppe Sollazzo, Teatro Stabile di Napoli (2015)
- Ritorno a Pompei di Amélie Nothomb, regia di Alessandro Maggi, Teatro Stabile di Napoli (2016)
- Autobahn di Neil LaBute, regia di Alfonso Postiglione, Teatro Stabile di Napoli (2018)
- Oh scusa dormivi di Jane Birkin, regia di Marcello Cotugno, Teatro Stabile di Napoli (2020)
- La zattera di Gericault[3] di Carlo Longo, regia di Piero Maccarinelli,[4] Teatro San Ferdinando - Teatro Stabile di Napoli (2022)
- Carne Nuova di Wisława Szymborska, Nina Cassian, Patrizia Valduga (2023)

## Radio
- C'era una volta – RaiPlay Sound

## Discografia

### Partecipazioni
- 1998 – Pino Donaggio, colonna sonora del film Monella